# Get Lifted
Get Lifted – debiutancki album amerykańskiego piosenkarza R&B Johna Legenda, wydany 28 grudnia 2004 roku, w urodziny Legenda, w Stanach Zjednoczonych w wytwórni GOOD Music należącej do Kanye Westa.

## Lista utworów
1. „Prelude” – 0:44
2. „Let’s Get Lifted” – 3:37
3. „Used To Love U” – 3:30
4. „Alright” – 3:20
5. „She Don’t Have To Know” – 4:52
6. „Number One” (razem z Kanye Westem) – 3:18
7. „I Can Change” (razem ze Snoop Doggiem) – 5:01
8. „Ordinary People” – 4:41
9. „Stay With You” – 3:49
10. „Let’s Get Lifted Again” – 2:18
11. „So High” – 5:07
12. „Refuge (When It’s Cold Outside)” – 4:13
13. „It Don’t Have To Change” (razem z The Stephens Family) – 3:23
14. „Live It Up” (razem z Miri Ben-Ari) – 4:35

- Dodatkowe utwory w japońskiej wersji:

15. „Johnny’s Gotta Go” – 3:25
16. „Money’s Blown” – 4:43
17. „So High (Remix)” (razem z Lauryn Hill) – 3:52

## Nagrody
„Get Lifted” zdobyło w 2004 roku nagrodę Grammy za „najlepszy album R&B”.